# Амурлаг (1947—1953)
Амурлаг (Амурський виправно-трудовий табір) (рос. (Амурский исправительно-трудовой лагерь)- підрозділ, що діяв в системі виправно-трудових установ СРСР.

## Історія
Амурлаг створений в 1947. Управління Амурлагу розташовувалося в місті  Свободний (нині Амурська область). В оперативному командуванні він підпорядковувався спочатку Спеціальному головному управлінню Главспеццветмета (СГУ) при Управлінні виправно-трудових таборів і колоній Управління внутрішніх справ Хабаровського краю, в 1949 році перейшов до складу такої ж структури Амурської області і в 1953 році увійшов до складу ГУЛАГ Міністерства юстиції.
Максимальна одноразова кількість ув'язнених могла становити понад 3000 осіб.
Амурлаг припинив своє існування в 1953 році.

## Виробництво
Основним видом виробничої діяльності ув'язнених Амурлагу було золотовидобування, гірничі роботи та заготівля лісу.